# Canada Open 1999 - Qualificazioni doppio maschile
Le qualificazioni del doppio maschile del Canada Open 1999 sono state un torneo di tennis preliminare per accedere alla fase finale della manifestazione. I vincitori dell'ultimo turno sono entrati di diritto nel tabellone principale. In caso di ritiro di uno o più giocatori aventi diritto a questi sono subentrati i lucky loser, ossia i giocatori che hanno perso nell'ultimo turno ma che avevano una classifica più alta rispetto agli altri partecipanti che avevano comunque perso nel turno finale.
Le qualificazioni del doppio del torneo Canada Open 1999 prevedevano 8 coppie partecipanti di cui 2 sono entrate nel tabellone principale.

## Teste di serie
1. Mark Martin /  Alexander Reichel (primo turno)
2. Michael Joyce /  Kyle Spencer (Qualificati)

1. Jan Boruszewski /  Fazaluddin Syed (ultimo turno)
2. Thomas Enqvist /  Thomas Johansson (ultimo turno)

## Qualificati
1. Arnaud Clément  /   Sébastien Grosjean

1. Michael Joyce  /   Kyle Spencer

## Tabellone

### Legenda
| - Q = Qualificato - WC = Wild card - LL = Lucky loser | - ALT = Alternate - SE = Special Exempt - PR = Protected Ranking | - w/o = Walkover - r = Ritirato - d = Squalificato |

### Sezione 1
|  | Primo turno | Primo turno                       | Primo turno                       | Primo turno | Primo turno |  |  | Ultimo turno | Ultimo turno                      | Ultimo turno                      | Ultimo turno | Ultimo turno |  |
|  |             |                                   |                                   |             |             |  |  |              |                                   |                                   |              |              |  |
|  |             | Arnaud Clément Sébastien Grosjean | Arnaud Clément Sébastien Grosjean | 6           | 6           |  |  |              |                                   |                                   |              |              |  |
|  | 1           | Mark Martin Alexander Reichel     | Mark Martin Alexander Reichel     | 2           | 2           |  |  |              | Arnaud Clément Sébastien Grosjean | Arnaud Clément Sébastien Grosjean | 6            | 6            |  |
|  | 3           | Jan Boruszewski Fazaluddin Syed   | 3                                 | 6           | 7           |  |  | 3            | Jan Boruszewski Fazaluddin Syed   | Jan Boruszewski Fazaluddin Syed   | 2            | 3            |  |
|  |             | Tyson Parry Mark Pellerin         | 6                                 | 1           | 6           |  |  |              |                                   |                                   |              |              |  |

### Sezione 2
|  | Primo turno | Primo turno                            | Primo turno                            | Primo turno | Primo turno |  |  | Ultimo turno | Ultimo turno                    | Ultimo turno                    | Ultimo turno | Ultimo turno |  |
|  |             |                                        |                                        |             |             |  |  |              |                                 |                                 |              |              |  |
|  | 2           | Michael Joyce Kyle Spencer             | 7                                      | 5           | 7           |  |  |              |                                 |                                 |              |              |  |
|  |             | Ramón Delgado Robert Steckley          | 6                                      | 7           | 5           |  |  | 2            | Michael Joyce Kyle Spencer      | Michael Joyce Kyle Spencer      | 6            | 7            |  |
|  | 4           | Thomas Enqvist Thomas Johansson        | Thomas Enqvist Thomas Johansson        | 7           | 6           |  |  | 4            | Thomas Enqvist Thomas Johansson | Thomas Enqvist Thomas Johansson | 4            | 6            |  |
|  |             | Philip Gubenco Charles-Antoine Sevigny | Philip Gubenco Charles-Antoine Sevigny | 5           | 4           |  |  |              |                                 |                                 |              |              |  |